# Isole Traversay
Le Isole Traversay sono un arcipelago di tre isole (Isola di Zavodovski, Isola di Leskov e Isola di Visokoi) posto a nord delle Isole Sandwich Australi.
L'arcipelago fu scoperto nel 1819 da una spedizione russa condotta da Bellingshausen, che le denominò in onore di Jean-Baptiste Prevost de Sansac, marchese di Traversay (1754–1831), un ufficiale marittimo francese che si unì alla Marina russa nel 1791, su richiesta dell'ammiraglio Karl Heinrich di Nassau-Siegen. Lui fu ministro degli affari navali a San Pietroburgo, 1809-28, e capo promotore della spedizione antartica di Bellingshausen. Il nome fu precedentemente traslitterato in Traverse perché si credeva erroneamente che l'uomo commemorato fosse un russo.